# Кудряшов, Владимир Исидорович
Владимир Исидорович Кудряшов (1909—1942) — партизан, Герой Советского Союза (1945).

## Биография
Владимир Кудряшов родился 21 октября 1909 года в Киеве. После окончания железнодорожного училища работал на Киевском паровозовагоноремонтном заводе, был слесарем, затем начальником цеха. В начале Великой Отечественной войны по партийному заданию остался в оккупированном Киеве, входил в подпольный горком ВКП(б).
Кудряшов принимал активное участие в планировании и проведении диверсий на промышленных предприятиях и железных дорогах Киева. Руководя специальным штабом, он участвовал в создании диверсионных групп не только в Киевской, но и в Житомирской и Черниговской областях. В мае 1942 года Кудряшов возглавил партизанский отряд. В июле 1942 года он был выдан предателем и арестован гестапо. Несмотря на применённые к нему пытки, Кудряшов не выдал никого из своих товарищей. Расстрелян 15 июля 1942 года. Кенотаф Кудряшову установлен на Байковом кладбище Киева.
Указом Президиума Верховного Совета СССР от 2 мая 1945 года за «образцовое выполнение боевых заданий командования в тылу врага и за особые заслуги в развитии партизанского движения на Украине» Владимир Кудряшов посмертно был удостоен высокого звания Героя Советского Союза. Также посмертно был награждён орденом Ленина.
В честь Кудряшова названы улица, высшее профессиональное училище железнодорожного транспорта и школа № 195 в Киеве., там же установлен его бюст.